# Ed Stasium
Ed Stasium, född i New Jersey, är en amerikansk musikproducent, ljudtekniker och gitarrist. 
Han har arbetat för skivbolagen Warner Bros. Records, Capitol Records och Enigma Records. Stasium blev först uppmärksammad 1970 när han medverkade som frontman i bandet Brandywine på albumet Aged. 
Tre år senare jobbade han istället som ljudtekniker och han arbetade bland annat med The Chambers Brothers Unbonded (1974), Barry Miles Magic Theatre (1975) och Sha Na Nas Sha Na Now (1975). 
Stasium började 1977 främst arbeta med punkrocks- och new wave-grupper och han var inblandad på både Ramones Leave Home (1977) och Talking Heads Talking Heads: 77 (1977). Han producerade sedan Ramones Road to Ruin (1978) och var med under arbetet med It's Alive (1979) och soundtracket till Rock 'n' Roll High School (1979). 
Stasium arbetar från sin studio i Durango, Colorado.